# Burg Waldhausen (Aalen)
Die Burg Waldhausen ist eine abgegangene mittelalterliche Burg in Waldhausen, einem heutigen Stadtbezirk von Aalen im Ostalbkreis in Baden-Württemberg.
Die 1188 erwähnte und heute nicht mehr auffindbare Burg war Sitz der Herren von Waldhausen. Als weiterer Besitzer wird auch Württemberg genannt. Die Burgstelle ist heute nicht mehr genau lokalisierbar.